# نادي الغرافة
نادي الغرافة الرياضي، هو نادي قطري متعدد الرياضات مقره في منطقة الغرافة. يشتهر بفريق كرة القدم العريق، تأسس في 6 يونيو 1979. يلعب حالياً في دوري نجوم قطر.
تأسس النادي أولا باسم "نادي الاتحاد الرياضي"، ثم دمج رسميًا في الاتحاد لكرة القدم في 23 سبتمبر من نفس العام. أعيدت تسمية النادي رسميًا إلى شكله الحالي في عام 2004 لتمثيل منطقة الغرافة التي ينتمي إليها النادي بشكل أفضل.
يعتبر الغرافة واحداً من الأندية الرافدة لكرة القدم القطرية بالعديد من اللاعبين والإداريين المتميزين، كما أنه صاحب تاريخ حافل وحقق الكثير من النجاحات والإنجازات سواء المحلية أو الخارجية.

## تاريخ
تأسس النادي تحت مسمى نادي الاتحاد الرياضي في 6 يونيو عام 1979م بجهود بعض أبناء منطقة الغرافة الذي سعوا ليكون لهم نادي يقوم على خدمة أبناء وشباب المنطقة التي اشتهرت بتوافر العديد من القيادات الرياضية، تم إشهار النادي رسمياً في 23 سبتمبر من نفس العام بموجب القرار رقم (9).
ترأس أول مجلس إدارة للنادي الشيخ خليفة بن فهد بن محمد آل ثاني خلال الفترة من عام 1979 حتى 1980 ولمدة عام واحد فقط.
من أبرز مؤسسي النادي الشيخ محمد بن جاسم آل ثاني، والشيخ حمد بن جاسم آل ثاني، والشيخ حمد بن فيصل آل ثاني، والشيخ علي بن عبد الله آل ثاني، وسعد محمد الرميحي. وفي فيلم وثائقي من إنتاج قناة الكاس الرياضية عن تاريخ النادي، ذكر الشيخ حمد بن جاسم أن الفكرة اقترحها في البداية سعد الرميحي الذي كان يعمل صحافياً رياضياً في صحيفة الراية.

### المؤسسون
- الشيخ / فيصل بن جاسم بن فيصل آل ثاني.
- الشيخ / محمد بن جاسم بن فيصل آل ثاني.
- الشيخ / حمد بن جاسم بن فيصل آل ثاني.
- الشيخ / خليفة بن فهد بن محمد آل ثاني.
- الشيخ / حمد بن أحمد بن محمد آل ثاني.
- الشيخ / جاسم بن فيصل بن محمد آل ثاني.
- الشيخ / جاسم بن أحمد بن محمد آل ثاني.
- الشيخ / راشد بن عويضة بن محمد آل ثاني.
- الشيخ / علي بن ثاني آل ثاني.
- الشيخ / حمد بن عبد الله بن ثاني آل ثاني.
- السيد / سعد محمد الرميحي.
- السيد / سعيد سالم ال بريكان المري.
- السيد / محمد سالم ال بريكان المري.
- السيد / صالح سالم ال بريكان المري.
- السيد / شخبوط حسين بالسيقان المري.

شهد موسم 1979-80 صعود الاتحاد إلى مصاف أندية الدرجة الأولى بفوزه بدوري الدرجة الثانية وذلك بأول مشاركة له في الدوري.

## تشكيلة الفريق
ملاحظة: تشير الأعلام إلى المنتخب الوطني على النحو المحدد في قواعد الأهلية للفيفا. قد يحمل اللاعبون أكثر من جنسية واحدة غير تابعة للفيفا.
| الرقم | البلد   | المركز | اللاعب                               |
| ----- | ------- | ------ | ------------------------------------ |
| 1     | قطر     | حارس   | يوسف حسن                             |
| 2     | قطر     | مدافع  | عبد الله يوسف                        |
| 3     | قطر     | مهاجم  | محمد مونتاري                         |
| 4     | قطر     | وسط    | عاصم ماديبو                          |
| 5     | قطر     | مدافع  | مصطفى عصام                           |
| 6     | قطر     | مدافع  | دامي تراوري                          |
| 7     | رومانيا | وسط    | فلورينيل كومان                       |
| 8     | الجزائر | وسط    | ياسين إبراهيمي                       |
| 9     | إسبانيا | مهاجم  | خوسيلو                               |
| 10    | إسبانيا | مهاجم  | رودريغو مورينو (معار من نادي الريان) |
| 11    | قطر     | وسط    | عمرو سراج                            |
| 12    | قطر     | مدافع  | حامد إسماعيل                         |
| 14    | قطر     | وسط    | أندري سيابوترا                       |
| 15    | إسبانيا | حارس   | سيرخيو ريكو                          |
| 16    | قطر     | وسط    | يوسف حسام U21                        |
| 17    | قطر     | وسط    | رابح بوصافي                          |
| 18    | قطر     | حارس   | خليفة بابكر                          |
| 19    | قطر     | مهاجم  | يوسف سعيد U21                        |

| الرقم | البلد          | المركز | اللاعب                            |
| ----- | -------------- | ------ | --------------------------------- |
| 20    | كوريا الجنوبية | مدافع  | جانغ هيون سو                      |
| 21    | قطر            | مدافع  | سيف الدين فضل الله                |
| 22    | قطر            | حارس   | حمد الكحلوت U21                   |
| 24    | آيسلندا        | وسط    | آرون غونارسون                     |
| 25    | قطر            | وسط    | إبراهيم خالد U21                  |
| 28    | تونس           | مدافع  | وجدي كشريدة                       |
| 29    | الأوروغواي     | وسط    | فابريسيو دياز                     |
| 31    | تونس           | وسط    | فرجاني ساسي                       |
| 32    | الأرجنتين      | مدافع  | ماتياس ناني (معار من نادي الشمال) |
| 33    | قطر            | مدافع  | شلبان عبد الناصر U21              |
| 34    | قطر            | مدافع  | أيوب العلوي U21                   |
| 37    | قطر            | مدافع  | محمد علي جامين                    |
| 40    | قطر            | حارس   | أمين ليكومت                       |
| 42    | السنغال        | مدافع  | سيدو سانو                         |
| 45    | قطر            | مهاجم  | وليد الأشول U21                   |
| 55    | قطر            | وسط    | نواف الريامي U21                  |
| 80    | قطر            | مهاجم  | أحمد الجانحي                      |
| 99    | دولة فلسطين    | مهاجم  | جمال حامد                         |

### المعارون
ملاحظة: تشير الأعلام إلى المنتخب الوطني على النحو المحدد في قواعد الأهلية للفيفا. قد يحمل اللاعبون أكثر من جنسية واحدة غير تابعة للفيفا.
| الرقم | البلد | المركز | اللاعب                                   |
| ----- | ----- | ------ | ---------------------------------------- |
| 13    | قطر   | مهاجم  | أحمد علاء الدين (معار إلى النادي العربي) |
| 44    | قطر   | مدافع  | محمد منصور (معار إلى نادي الخريطيات)     |
| 74    | قطر   | وسط    | جميل فريارخ (معار إلى كولتورال ليونيسا)  |
| --    | قطر   | وسط    | ناصر الأحرق (معار إلى نادي الخور)        |

| الرقم | البلد      | المركز | اللاعب                                |
| ----- | ---------- | ------ | ------------------------------------- |
| --    | قطر        | وسط    | عبد الله الساعي (معار إلى نادي الخور) |
| --    | قطر        | وسط    | عثمان اليهري (معار إلى نادي أم صلال)  |
| --    | قطر        | وسط    | جاسم الزراع (معار إلى نادي الوكرة)    |
| --    | ساحل العاج | مهاجم  | يوهان بولي (معار إلى نادي الخور)      |

## الألقاب والإنجارات
الدوري القطري
- البطل (7 مرات):1991-92، 1997-98، 2001-02، 2004-05، 2007-08، 2008-09، 2009-10.[4]

كأس الأمير
- البطل (8 مرات): 1995، 1996، 1997، 1998، 2002، 2009، 2012, 2025.[4]

كأس ولي العهد
- البطل (3 مرات): 2000، 2010، 2011.[4]

كأس نجوم قطر
- البطل (3 مرات): 2010، 2018، 2019.[4]

بطولة الاندية العربية لأبطال الكؤوس
- البطل (مرة واحدة): 1999.[4]

كأس الشيخ جاسم
- البطل (مرتان): 2005، 2007.[4]

## وصلات خارجية
لا توجد روابط لمواقع التواصل الاجتماعي.

- الموقع الرسمي لنادي الغرافة

- المنتدى الرسمي لنادي الغرافة

- نادي الغرافة من كوورة